# Myndus
Genre
Myndus est un genre d'insectes de l'ordre des hémiptères, et de la famille des Cixiidae. Il est décrit par Carl Stål en 1862 et regroupe 155 espèces vivantes.

## Liste d'espèces
Selon Catalogue of Life (18 mars 2020) :
- Myndus adami Synave, 1953
- Myndus adiopodoumeensis Synave, 1962
- Myndus antenor Fennah, 1950
- Myndus apicalis (Metcalf, 1954)
- Myndus apicemaculata Synave, 1959
- Myndus balatro Fennah, 1971
- Myndus beduinus Melichar, 1899
- Myndus bifurcata Metcalf, 1946
- Myndus bolatro Fennah, 1971
- Myndus brunnea Muir, 1923
- Myndus caliginea Muir, 1923
- Myndus calvipennis Emeljanov, 1972
- Myndus camerunica Van Stalle, 1986
- Myndus chazeaui Bourgoin, 1992
- Myndus contaminata Valdes Ragues, 1910
- Myndus crena Kramer, 1979
- Myndus cressida Fennah, 1956
- Myndus cupido Linnavuori, 1973
- Myndus dibaphus Fennah, 1956
- Myndus diores Fennah, 1967
- Myndus dolosa Muir, 1923
- Myndus dubia Muir, 1926
- Myndus eboricola Van Stalle, 1984
- Myndus fasciata Muir, 1923
- Myndus flavescens Van Stalle, 1983
- Myndus fusciterminalis (Metcalf, 1954)
- Myndus genocolus Dlabola, 1985
- Myndus hyalina Muir, 1923
- Myndus irreptor Fennah, 1956
- Myndus kekenboschi Synave, 1963
- Myndus kivuensis Synave, 1959
- Myndus kotoshonis Matsumura, 1940
- Myndus liberiana Synave, 1969
- Myndus lusingensis Synave, 1953
- Myndus macfarlanei Wilkey, 1988
- Myndus maculata Synave, 1933
- Myndus maculosa Muir, 1923
- Myndus majungensis Synave, 1979
- Myndus marginatus (Metcalf, 1954)
- Myndus mavors (Fennah, 1970)
- Myndus medleri Synave, 1971
- Myndus mindanaoensis Muir, 1923
- Myndus minutus Van Stalle, 1982
- Myndus miserabilis Synave, 1961
- Myndus munda Muir, 1923
- Myndus mutakatoensis Synave, 1959
- Myndus nearchus Fennah, 1956
- Myndus niger (Metcalf, 1954)
- Myndus nigrifons Ball, 1937
- Myndus nivalis Fennah, 1967
- Myndus nymphias Linnavuori, 1973
- Myndus obscurata Muir, 1923
- Myndus ophiuchus Fennah, 1956
- Myndus orestes Fennah, 1956
- Myndus orion Fennah, 1956
- Myndus oxalme Fennah, 1956
- Myndus palawanensis Muir, 1923
- Myndus personatus Fennah, 1950
- Myndus pica Fennah, 1950
- Myndus polyctor Fennah, 1956
- Myndus praecanus Fennah, 1956
- Myndus racidis Osborn, 1903
- Myndus roggoweini Muir, 1921
- Myndus rumina Fennah, 1969
- Myndus sarbazus Dlabola, 1989
- Myndus semialba Muir, 1923
- Myndus semibrunnea Muir, 1927
- Myndus seminiger Muir, 1927
- Myndus serratus Caldwell, 1946
- Myndus silukoensis Van Stalle, 1983
- Myndus simplicatus Caldwell, 1946
- Myndus sordida Muir, 1927
- Myndus taffini Bonfils, 1983
- Myndus ulysses Fennah, 1950
- Myndus unicolor Van Stalle, 1983
- Myndus uniformis (Metcalf, 1954)
- Myndus vanschuytbroecki (Synave, 1963)
- Myndus vitiensis Kirkaldy, 1907
- Myndus xanthus Fennah, 1950
- Myndus xyron Kramer, 1979